# Sara Hammond
Sara Thomasdatter Hammond, född 1672 i Trondheim, död 1716, var en norsk godsägare och affärskvinna. Hon var dotter till Thomas Hammond och mor till Thomas Angell.
Efter sin far ärvde Hammond en betydande förmögenhet, och sedan hennes förste make, Albert Lorentzen Angell, hade dött, skötte hon med skicklig hand familjens verksamhet, vari bland annat ingick delar av Røros kopparverk samt gods, skogar och sågbruk.